# Ernesto Civardi

Kardinalswappen Civardis

Ernesto Kardinal Civardi (* 21. Oktober 1906 in Fossarmato, Provinz Pavia, Italien; † 28. November 1989 in Rom) war ein italienischer Geistlicher und Kurienkardinal der römisch-katholischen Kirche.

## Leben
Nach dem Studium der Katholischen Theologie und Philosophie am Priesterseminar in Pavia und an der Päpstlichen Universität Gregoriana, an der er zum Doktor des Kanonischen Rechts promoviert wurde, empfing Ernesto Civardi am 29. Juni 1930 das Sakrament der Priesterweihe. Anschließend war er zunächst Subregens an einem römischen Priesterseminar. Von 1934 bis 1957 wirkte er in der Seelsorge im Bistum Rom mit und war gleichzeitig Mitarbeiter in der Konsistorialkongregation. Am 15. Juli 1950 verlieh ihm Papst Pius XII. den Titel Päpstlicher Hausprälat. Von 1953 bis 1965 war er als Substitut, von 1965 bis 1967 dann als Untersekretär in der Konsistorialkongregation tätig. Zudem war er von 1962 bis 1965 als Experte für das II. Vatikanische Konzil tätig.
Am 17. Mai 1967 ernannte ihn Papst Paul VI. zum Sekretär der Konsistorialkongregation und  kurz darauf, am 26. Juni 1967, zum Titularerzbischof von Serdica. Die Bischofsweihe spendete ihm Paul VI. am 16. Juli desselben Jahres im Petersdom; Mitkonsekratoren waren die Bischöfe Augusto Gianfranceschi und Jacques-Paul Martin. Nachdem die Konsistorialkongregation am 1. August 1967 zur Kongregation für die Bischöfe umstrukturiert worden war, war er deren Sekretär und als solcher auch Sekretär der Konklave vom August und Oktober 1978.
Papst Johannes Paul II. nahm ihn in seinem ersten Konsistorium am 30. Juni 1979 als Kardinaldiakon mit der Titeldiakonie San Teodoro al Palatino in das Kardinalskollegium auf; am selben Tag legte Civardi sein Amt als Sekretär der Kongregation für die Bischöfe nieder.
Ernesto Civardi starb am 28. November 1989 in Rom und wurde in der Kapelle der „Bruderschaft der Lombarden“ auf dem Friedhof Campo Verano beigesetzt.